# Haematopota infernalis
Haematopota infernalis är en tvåvingeart som beskrevs av H. Oldroyd 1952. Haematopota infernalis ingår i släktet Haematopota och familjen bromsar.
Artens utbredningsområde är Namibia. Inga underarter finns listade i Catalogue of Life.